# Francisco Javier Rodríguez
Francisco Javier Rodríguez (n. 10 octombrie 1981, Mazatlán, Mexic) este un fotbalist aflat sub contract cu Cruz Azul.